# Rossano Brazzi
Rossano Brazzi (Bologna, 1916. szeptember 18. – Róma, 1994. december 24.) olasz színész. 

## Életpályája és munkássága
Testvére, Oscar Brazzi (1918-1998) olasz filmproducer, filmrendező.
1954-ben a Három pénzdarab a szökőkútban című filmben figyeltek fel rá. 1955-ben szerepet kapott David Lean Velence, nyár, szerelem című filmjében, ahol Katharine Hepburn partnere volt. 1981-ben Ezüst Szalag díjra jelölték az Én és Caterina című filmben nyújtott alakításáért.

## Magánélete
1940–1981 között Lydia Brazzi (Lidia Bartolini) (1925–1981) olasz színésznő volt a felesége. 1984–1994 között Ilse Fischer volt a párja.
1994-ben, 78 évesen halt meg Rómában, norovírus következtében.

## Filmográfia
- Socrates pere és halála (Processo e morte di Socrate) (1939)
- Az üveghíd (1940)
- Kean (1940)
- Visszatérés (Ritorno) (1940)
- Tosca (1941)
- Egy nyugati kisasszony (Una signora dell'ovest) (1942)
- Mi élünk (1942)
- Isten veled, Kyra! (1942)
- Maria Malibran (1943)
- Akkor (Damals) (1943)
- Csend! Felvétel! (Silenzio, si gira!) (1943)
- Fekete sas (Aquila nera) (1946)
- A monzai apáca (La monaca di Monza) (1947)
- A fehér ördög (Il diavolo bianco) (1947)
- A düh (1947)
- Eleonora Duse (1947)
- Kisasszonyok (1949)
- Vulkán (Vulcano) (1949)
- Szerelmi románc (Romanzo d'amore) (1950)
- A fekete korona (La corona negra) (1951)
- A fekete sas bosszúja (La vendetta di Aquila Nera) (1951)
- A tűztorony foglya (La prigioniera della torre di fuoco) (1953)
- Három pénzdarab a szökőkútban (1954)
- Mezítlábas grófnő (1954)
- Castiglione grófnő (La contessa di Castiglione) (1954)
- Angela (1954)
- Velence, nyár, szerelem (1955)
- Az elveszettek legendája (1957)
- The Story of Esther Costello (1957)
- Közjáték (Interlude) (1957)
- Déltenger (1958)
- Egy bizonyos mosoly (A Certain Smile) (1958)
- The DuPont Show with June Allyson (1960–1961)
- A vörös (Die Rote) (1962)
- Siracusa ostroma (1962)
- Mondo Cane/Kutya világ (1962)
- Fény a piazzán (1962)
- A négy igazság (Les quatre vérités) (1962)
- A cselszövés (L'intrigo) (1964)
- A leány zálogban (La ragazza in prestito) (1964)
- Egy szerelem (Un amore) (1965)
- A nő hétszer (1967)
- Az olasz munka (1969)
- Szerencsevadászok (1970)
- Hawaii-Five-O (1977)
- Charlie angyalai (1979)
- Én és Caterina (1980)
- Ómen 3 - Végső leszámolás (1981)
- Szerelemhajó (1982)
- Távoli pavilonok (1984)
- Kolumbusz (1985)
- A titkos fiók (1986)
- Kék vér (1990)